# Gerlach Adolph von Münchhausen
Gerlach Adolph, baron von Münchhausen (ur. 14 października 1688 w Berlinie, zm. 26 listopada 1770 w Hanowerze) – główny minister Jerzego II Hanowerskiego jako elektora Hanoweru i tajny radca. W roku 1734 był pierwszym kuratorem i współzałożycielem Uniwersytetu w Getyndze. Jego kuzynem był słynny Baron Münchhausen (1720–1797).